# Michael Liefmann
Michael Liefmann (Halberswerda, 1619. – Budissa, 1702. február 16.) evangelikus lelkész és püspök. 

## Életútja
Tanult Thorn-, Boroszló-, Frankfurtban és Wittenbergben, 1650-ben purschwitzi, 1661-ben liegnitzi lelkész volt. Itt ortodoxiájáért zaklattatván, 1665-ben Kassára jött német lelkésznek, a következő évben az 5 szepesi királyi város, Szepes és Sáros vármegyék szuperintendensévé választatott. A kassai zsinaton 1668. március 6-án az ő buzgólkodása folytán írták alá az e vidéken lakó egyháziak és világi urak a Formula concordiae. 1673-ban Szegedi Ferenc egri püspök és Volkra tábornok Liefmannt elfogatták, Kassán börtönbe vetették, itt szenvedett paptársaival együtt 11/4 évig, mígnem reverzálist adván, hogy családjával együtt az országból kiköltözik, szabadon bocsáttatott. Két évig Boroszlóban és Wittenbergben tartózkodott, azután Bierbaumban (Lengyelországban) lett lelkész, 1676-ban esperes, 1683 után pedig Budissában működött, nem fogadván el a kassaiaknak 1683-ban hozzá intézett meghívását. Academica dissertatio-ján kívül, mely 1648-ban jelent meg Wittenbergben, kéziratban maradt számos becses dolgozata örökösei birtokába ment át.